# Половецька волость
Полове́цька во́лость (біл. Палавецкая воласць; рос. Половецкая волость) — у XVIII — XX ст. волость на території Берестейщини. Адміністративний центр — Піщатка Половецька. 

## Історія
Половецькі поселення поміж руських з'явились у цій місцевості в середині ХІІІ ст., в часи Галицько-Волинського князівства. За наказом руського короля Данила Галицького їх заклав половецький хан Тегак, що був сватом короля і учасником походів проти ятвягів та литовців (1245, 1249, 1251, 1252, 1253). Половецькі поселенці, які поступово прийняли християнство і зукраїнізувались, захищали північну Волинь від нападів балтських язичників. Востаннє мешканців цих поселень називали половцями в 1516 році.
У ХІІІ ст. існувало близько 40 поселень з яких до ХХ ст. збереглося лише 8:

### Адміністративна історія
- з XVIII ст.: Велике князівство Литовське, Берестейське воєводство, Берестейський повіт.
- з 25 грудня 1795: Російська імперія, Слонімське намісництво, Берестейський повіт (за результатами третього поділу Речі Посполитої).
- з 12 грудня 1796: Російська імперія, Литовська губернія, Берестейський повіт.
- з 28 серпня 1802: Російська імперія, Гродненська губернія, Берестейський повіт.
- з 14 вересня 1917: Російська республіка, Гродненська губернія, Берестейський повіт.
- з 9 лютого 1918: Українська Народна Республіка, Холмське губерніальне староство, Берестейський повіт.
- з 7 червня 1919: Цивільне правління (Польська Республіка), Берестейський округ, Берестейський повіт, Половецька гміна.
- 12 грудня 1920 — 20 лютого 1921: Поліський округ (okręg poleski), Біловезький повіт
- 20 лютого 1921 — 18 квітня 1928: Поліське воєводство, Берестейський повіт
- 18 квітня 1928: ґміна скасована, її села розподілені між гмінами Високе-Литовське і Вірховичі.

### Населення
- Згідно з даними Половецького приходу 1888 року у волості мешкало 2349 осіб[1].
- Згідно з переписом 1897 року населення 3-х сіл волості становило 1,3 тисячі чоловік: в Піщатці – 391, Голі — 690, і Суходолі — 377 осіб.

## У складі Польщі
Гміна Половце (пол. gmina Połowce) — у 1919—1928 роках сільська гміна Берестейського повіту Поліського воєводства Польщі з центром у селі Половці, колишня Половецька волость Берестейського повіту. Складалася з 36 громад. Населення — 3653 особи (1921).

### Громади
Anusin, Augustynka, Bereżyszcze, Bobrówka, Хлівище (пол. Chlewiszcze), Dąbrowa, Hola, Jancewicze, Klateczka, Klukowicze-Folwark, Klukowicze-Wieś, Litwinowicze, Łumianka, Łumno-Folwark, Łumno-Wieś, Piszczatka Bogacka, Піщатка Половецька (пол. Piszczatka Połowiecka), Połowce, Semichocze, Stawiszcze, Stołpce, Суходіл (пол. Suchodół), Telatycze-Folwark, Telatycze-Wieś, Telatycze-Potoki, Terechy, Tumin-Folwark, Tumin-Wieś, Turowszczyzna-Folwark, Turowszczyzna-Wieś, Tymianka, Wólka Nurzecka, Wólka Terechowska, Wyczółki-Folwark, Wyczółki-Wieś i Zubacze.

## Сучасність
Ця українська етнічна територія поділена між Польщею і Білоруссю. У Білостоцькому воєводстві Польщі перебувають села колишньої волості:
- Ставище (Stawiszcze)
- Половці (Połowce)
- Вулька-Тереховська (Wólka Terechowska)

У Берестейській області Білорусі:
- Хлівище
- Терехи (Terechy)
- Суходіл (найбільше з усіх, в 56 км від Берестя)
- Піщатка Половецька
- Погранична (до 1964 — Голя Hola).

У 1940 р. на території колишньої волості мешкало 1087 осіб; в 1960 році — 902 особи.
Серед жителів колишньої волості зберігаються типові половецькі прізвища: Бергеба, Колток, Тегак.